# Jonas Gregaard
Jonas Gregaard Wilsly (Herlev, 30 de julio de 1996) es un ciclista danés que milita en las filas del conjunto Lotto Cycling Team.

## Palmarés
2016
- Himmerland Rundt[2]

2017
- Kreiz Breizh Elites

## Resultados en Grandes Vueltas y Campeonatos del Mundo
| Carrera         | Carrera         | 2015 | 2016 | 2017 | 2018 | 2019 | 2020 | 2021 | 2022 | 2023 | 2024 |
| --------------- | --------------- | ---- | ---- | ---- | ---- | ---- | ---- | ---- | ---- | ---- | ---- |
|                 | Giro de Italia  | —    | —    | —    | —    | —    | 53.º | —    | —    | —    | —    |
|                 | Tour de Francia | —    | —    | —    | —    | —    | —    | —    | —    | 43.º | —    |
|                 | Vuelta a España | —    | —    | —    | —    | —    | —    | —    | —    | —    | 77.º |
| Mundial en Ruta | Mundial en Ruta | —    | —    | —    | —    | —    | 60.º | —    | —    | —    | —    |

—: no participa

Ab.: abandono